# Андрей (Кущак)
Митрополи́т Андре́й (в миру Андрей Олегович Кущак укр. Андрій Олегович Кущак; 12 декабря 1901, село Лежахов, Ярославский уезд, Галиция — 17 ноября 1986, Нью-Йорк) — епископ Константинопольской православной церкви, митрополит Евкарпийский, глава Украинской православной церкви в Америке (1967—1986).

## Биография
Родился 12 декабря 1901 года в селе Лежахов в Западной Галиции, входившей тогда в состав Австро-Венгрии (ныне Подкарпатское воеводство Польши), в семье Олега и Евы Кущак. Среднее образование получил в Синяве, Ярославе и Перемышле.
В 1918—1920 годы воевал в рядах Украинской галицкой армии.
Высшее образование получил университетах Львова и Кракова, где изучал право.
В 1928 году эмигрировал в Канаду, трудился на разных работал. Затем переехал в США.
В 1932 году архиепископом Американским Афинагором (Спиру) рукоположён в сан священника, после чего окормлял украинские приходы в Ошаве и Киркланд-Лейке (Онтарио, Канада), Джонстауне, Нанто-Гло и Юнион-Дейле (Пенсильвания), а также Хиксвилле (Нью-Йорк). Награждался церковными наградами.
Избирался главою Духовной консистории и кандидатом на место епископа УАПЦ в изгнании.
29 ноября 1966 года определён быть титулярным епископом Евкарпийским, управляющим Украинской православной церкви в Америке.
28 января 1967 года греческом Троицком соборе в Нью-Йорке хиротонисан во епископа Евкарпиского. Хиротонию совершили архиереи Американкой архиепископии Константинольтского патрирхата: архиепископ Иаков (Кукузис), митрополит Иерапольский Герман (Полизоидис) и епископ Амфипольский Сила (Коскинас).
В течение многих лет был казначеем Постоянной конференции православных епископов в Америке.
В 1972 году принял участие в похоронах Патриарха Константинопольского Афинагора в Стамбуле.
На 1980 года в юрисдикции УАПЦ в Америке находилось 26 приходов с 35 священниками и 4 диаконами в США и 8 приходов с 6 священниками в Канаде, окормлявшие ок. 13 тысяч верующих.
В 1983 году возведён в сан митрополита.
Несколько раз обращался к американским официальным лицам по вопросу деле прав человека за «железным занавесом».
Скончался 17 ноября 1986 года в Нью-Йорке. Похоронен там же.